# Litwinowicze
Litwinowicze [lʲitfʲinɔˈvʲit͡ʂɛ] (en ukrainien: Литвиновичі, Lytvynovychi) est un village polonais de la gmina de Nurzec-Stacja dans le powiat de Siemiatycze et dans la voïvodie de Podlachie. Il se situe à environ 13 kilomètres au sud-est de Nurzec-Stacja, à 27 kilomètres à l'est de Siemiatycze et à 79 kilomètres au sud de Białystok.